# 국가정보자원관리원
국가정보자원관리원(國家情報資源管理院, National Information Resources Service, NIRS)은 중앙행정기관, 지방자치단체 및 공공기관의 정보시스템과 국가정보통신망 등의 안정적인 운영, 효율적 통합·구축관리와 보호·보안 등에 관한 사항을 관장하는 대한민국 행정안전부의 소속기관이다. 2017년 7월 26일 발족하였으며, 대전광역시 유성구 대덕대로 755에 위치하고 있다. 원장은 고위공무원단 나등급에 속하는 임기제공무원으로 보한다. 제1정부통합전산센터 또는 대전정부통합전산센터 국정자원으로도 불린다.

## 설치 근거 및 소관 업무

### 설치 근거
- 「행정안전부와 그 소속기관 직제」 제2조제4항[6]

### 소관 업무
- 관리원에 입주한 중앙행정기관, 지방자치단체 및 공공기관의 정보시스템과 국가정보통신망 등의 안정적인 운영, 효율적 통합·구축관리와 보호·보안

## 연혁
- 2002년 10월: 범정부적 전산환경의 효율적 운영을 위한 혁신방안(BPR) 수립.
- 2003년 8월: 노무현 정부가 전자정부 로드맵 31대 과제로 확정.
- 2004년 7월: 범정부 통합전산환경 구축 정보화전략계획(ISP) 수립.
- 2004년 8월: 정보화전략계획수립 결과를 '정부혁신정책주요현황'으로 VIP보고.
- 2004년 9월: 범정부 통합전산환경 추진방안 국무회의 보고.
- 2004년 10월: 범정부 통합전산환경 구축 기본계획 정부혁신지방분권위원회 보고 확정.
- 2005년 11월: 정보통신부 소속으로 정부통합전산센터 설치.
- 2007년 11월: 광주정부통합전산센터 업무개시.
- 2008년 2월: .
- 2013년 3월: 안전행정부 소속으로 변경.
- 2014년 11월: 행정자치부 소속으로 변경.
- 2016년 3월: 책임운영기관으로 지정.
- 2017년 7월: 안전행정부 소속으로 변경.
- 2017년 7월: 국가정보자원관리원으로 명칭 변경.

## 조직

### 원장
- 기획전략과[7]
- 정보자원관리과[8]
- 빅데이터분석과[8][9]
- 사이버안전과[8][10]
- 아키텍트팀[11][12]

운영기획관
- 운영총괄과[7]
- 정보시스템제1과[8]
- 정보시스템제2과[8]
- 보안통신과[8]

### 소속기관
- 광주센터

## 역대 기관장

### 정부통합전산센터장
| 대수  | 이름           | 임기                                |
| ----- | -------------- | ----------------------------------- |
| 초대  | 임차식(任次植) | 2005년 11월 4일 ~ 2007년 1월 25일   |
| 제2대 | 강중협(姜仲協) | 2007년 1월 26일 ~ 2009년 11월 24일  |
| 제3대 | 장광수(張光洙) | 2009년 11월 25일 ~ 2010년 12월 14일 |
| 제4대 | 김경섭(金京涉) | 2010년 12월 15일 ~ 2012년 10월 30일 |
| 제5대 | 김우한(金佑漢) | 2012년 12월 10일 ~ 2016년 12월 9일  |

### 국가정보자원관리원장
| 대수  | 이름           | 임기                            |
| ----- | -------------- | ------------------------------- |
| 제6대 | 김명희(金明熙) | 2017년 2월 1일 ~ 2020년 3월 2일 |
| 제7대 | 강동석(姜東昔) | 2020년 3월 2일 ~ 2023년 3월 1일 |
| 제8대 | 이재용(李在用) | 2023년 5월 30일 ~               |